# Phanerotoma vana
Phanerotoma vana är en stekelart som beskrevs av De Saeger 1948. Phanerotoma vana ingår i släktet Phanerotoma och familjen bracksteklar. Inga underarter finns listade i Catalogue of Life.